# Герб Азербайджанської РСР
Герб Азербайджанської РСР (азерб. Azərbaycan SSR gerbi) — державний символ Азербайджанської Радянської Соціалістичної Республіки. Герб Азербайджанської РСР базується на гербі Радянського Союзу (офіційно — Державний герб, хоча ця державна емблема й не є геральдичною). Був прийнятий в 1937 році. Автором герба є художник-графік Рубен Шхиян.

## Опис
Державний герб Азербайджанської Радянської Соціалістичної Республіки являє собою зображення серпа і молота, нафтової вежі на тлі висхідного сонця, обрамлених вінцем з бавовни і колосків, з написом на азербайджанському і російською мовами: «Азербайджанська Радянська Соціалістична Республіка», «Пролетарі всіх країн, єднайтеся!" У верхній частині герба − п'ятипроменева зірка.

## Історія герба
На перших банкнотах Азербайджанської РСР, випущених в 1920 році, була композиція, що складалася з перехрещених серпа і молота, 5-променевої зірки і півмісяця, яка часом полягала в вінок з колосся.
У прийнятій 19 травня 1921 I з'їздом Рад Азербайджану Конституції Азербайджанської Соціалістичної Радянської Республіки, було встановлено опис герба, в цілому скопійоване з опису герба РРФСР в її Конституції 1918:
Стаття 103. Герб Азербайджанської Соціалістичної Радянської Республіки складається з зображень на
червоному фоні в променях сонця золотих серпа і молота, поміщених навхрест рукоятками донизу, і півмісяця з п'ятипроменевою зіркою, оточених вінцем з колосся з написом:
а) «Азербайджанська Соціалістична Радянська Республіка» і
б) «Пролетарі всіх країн, єднайтеся!».
У новій Конституції Азербайджанської РСР, прийнятої Надзвичайним IX Всеазербайджанскім з'їздом Рад 14 березня 1937, було встановлено опис нового державного герба республіки:
Стаття 151. Державний герб Азербайджанської Радянської Соціалістичної Республіки являє собою зображення серпа і молота, нафтової вежі на тлі висхідного сонця, обрамлених вінцем з бавовни і колосків, з написом на азербайджанському і російською мовами: «Азербайджанська Радянська Соціалістична Республіка», «Пролетарі всіх країн, єднайтеся!» У верхній частині герба — п'ятипроменева зірка.
У 1992 році був затверджений сучасний герб Азербайджану.

## Галерея

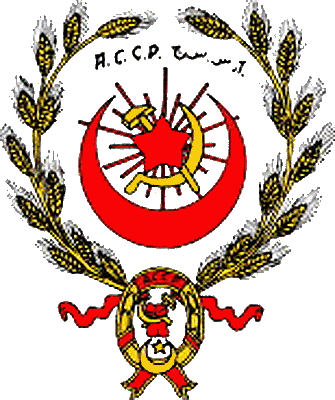
Неофіційна емблема з 1920 по 1921 рік
Герб Азербайджанської СРР (1921-1927)
Герб Азербайджанської СРР (1927-1931)
Емблема Азербайджанської СРР (1931-1937) вар. 2
Емблема Азербайджанської РСР (1937-1940)
Емблема Азербайджанської РСР (1940-1978)
Емблема Азербайджанської РСР (1978-1992)